# Kadoma (Distrikt)
Koordinaten: 18° 18′ S, 29° 48′ O

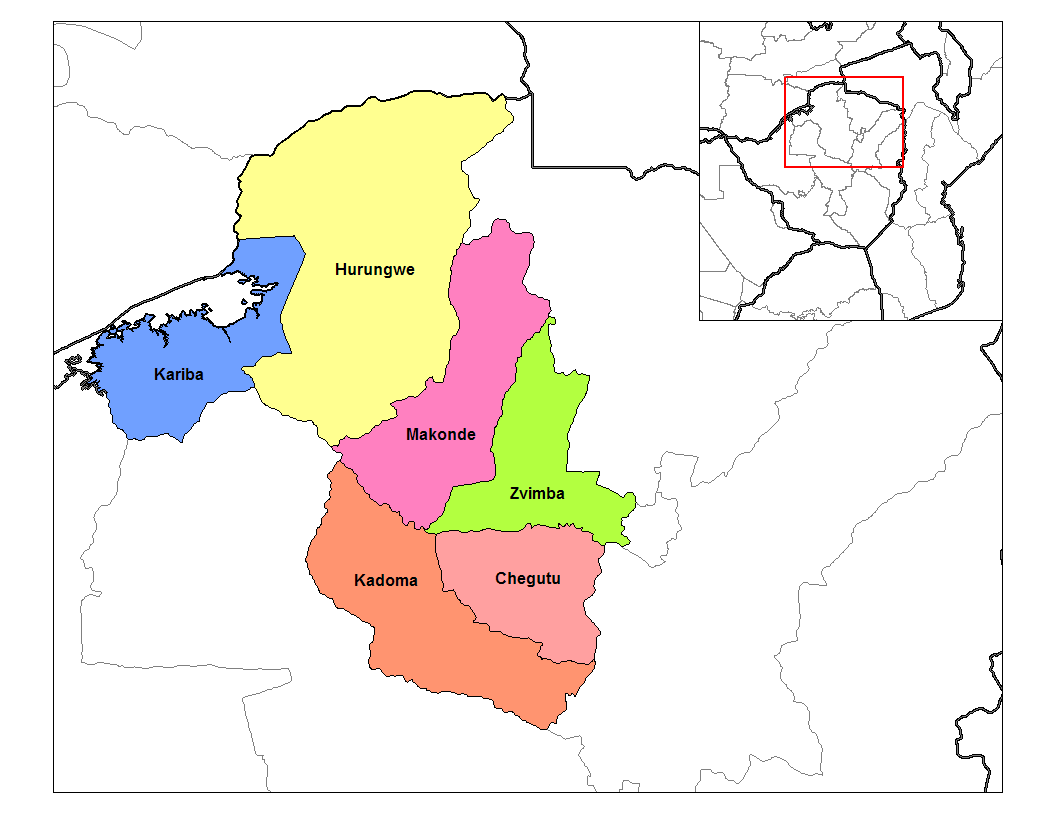
Die Distrikte der Provinz Mashonaland West bis 2007 mit Kadoma (Orange)

Kadoma Distrikt (Kadoma Rural) war ein Distrikt in Simbabwe, in der Provinz Mashonaland West. Er wurde 2007 in die Distrikte Sanyati und Mhondoro-Ngezi aufgeteilt. Er ist nicht zu verwechseln mit dem Kadoma Urban Distrikt (städtischer Distrikt), der durch die Stadt Kadoma gebildet wird.